# جیمز ام کلی
جیمز ام کلی (به انگلیسی: James M. Kelly) فضانورد اهل ایالات متحده آمریکا است که در ۱۴ مهٔ ۱۹۶۴ میلادی در بورلینگتون، آیووا زاده شد. وی در مأموریت اس‌تی‌اس-۱۰۲، اس‌تی‌اس-۱۱۴ حضور داشته است.